# Mont-sur-Marchienne
Pour les articles homonymes, voir Mont et Marchienne.
Mont-sur-Marchienne (en wallon Mont-dzeu-Mårciene) est une section de la ville belge de Charleroi (district-sud) située en Wallonie dans la province de Hainaut.
Avant la fusion des communes belges de 1977, Mont-sur-Marchienne était une commune à part entière. Elle comptait environ 13 000 habitants en 2022.

## Toponymie
Mont dominant Marchienne (-au-Pont). Le mot Marchienne signifie soit domaine de Marcius (nom gallo-romain), soit terres aux limites (du latin marca, via le germain marka et l'ancien français marche).
Au IXe siècle, la localité s'appelait également Hurmont qui signifie Mont sur l'Eau d'Heure. Des traces de cette dénomination on survécu jusqu'au XVIIIe siècle. Des anciens obituaires mentionnent en effet le toponyme Heurimont, parfois altéré sous la forme Henrimont et localisé aux abords de l'actuelle rue de l'Industrie.

### Évolution du nom
Au IXe siècle, Mons ou Monz, en 1444, Mons supra Marchinez (registre de l'archevêché), 1793 Mons desseur Marchienne ou Marchienne avec s, 1590 Mons sur Marchienne (calice de Jean Jacques), 1707 Mons sur Marchienne ou Marcienne, XIXe, XXe et XXIe siècles Mont-sur-Marchienne.

## Géographie

### Géographie physique
Le paysage de Mont-sur-Marchienne est assez vallonné, son altitude se situant entre 100 m et 178 m. L'ouest de la commune est bordé par l'Eau d'Heure qui marque la limite avec Montigny-le-Tilleul et Marchienne-au-Pont. L'on trouve le long de l'Eau d'Heure d'anciennes carrières de calcaire clair ou gris foncé avec des falaises de plus de trente mètres de hauteur ainsi qu'un lac d'une grande superficie au bord du ring R3.
Mont-sur-Marchienne se situe à la limite au nord-ouest de la « Faille du midi » qui court du nord de la France à Liège presque à l'horizontale. Le sous-sol de Mont-sur-Marchienne est donc constitué d'un massif charrié composé d'une variété de composants géologiques tels des gisements de fer et de houille grasse, du grès, du schiste et des calcaires de la deuxième moitié de l’ère primaire (il y a +/- 350 millions d’années). En bord d'Eau d'Heure, le plissement hercynien a dressé les couches de roches calcaires, déposées au fond de la mer tropicale du Carbonifère qui occupait le territoire à cette époque.

### Quartiers et lieux-dits
Parmi les lieux-dits, l'on retrouve :
- Les Haies, hameau méridional au nord de Bomerée (Montigny-le-Tilleul) et à l'ouest de Jamioulx. Ce hameau semi-rural possède quelques fermes ;
- Les Marlières (le Gadin et les carrières le long de l'Eau-d'Heure) : du latin margilaria marne[8]. Elles constituaient une vaste étendue boisée ;
- Airemont ;
- Larbisart (à côté de Bomerée) ;
- Lûtia ;
- La Tombe, doit son nom à un tumulus gallo-romain qui se trouve sur Marcinelle ;
- Les Gonceries, il se situe à l'est du centre de Mont-sur-Marchienne et du quartier du XII à Marcinelle ;
- Le Beau Site ;
- Try du Scouf
- Plaine du Pige ;
- Jehansart (limite avec Jamioulx) ;
- Pont à Zône (ou zône), à cheval de Marchienne-au-Pont du latin alnus aulne[9] ;
- Le Moria ;
- Pont-à-Nôle-Les Ruons ;
- Cité Renchon ;
- Les Hayettes ;
- Mon Logis ;
- Le Brun Chêne ;
- Bois du Curé ;
- Cité Europe ;
- Haies des Tiennes ;
- Le Mayeuri ;
- Le Gadin ;
- Les Sablières.

## Démographie
| 1801  | 1846  | 1900   | 1947   | 1977   | 2001   |
| ----- | ----- | ------ | ------ | ------ | ------ |
| 1 666 | 5 126 | 18 440 | 23 064 | 14 558 | 18 404 |

## Histoire

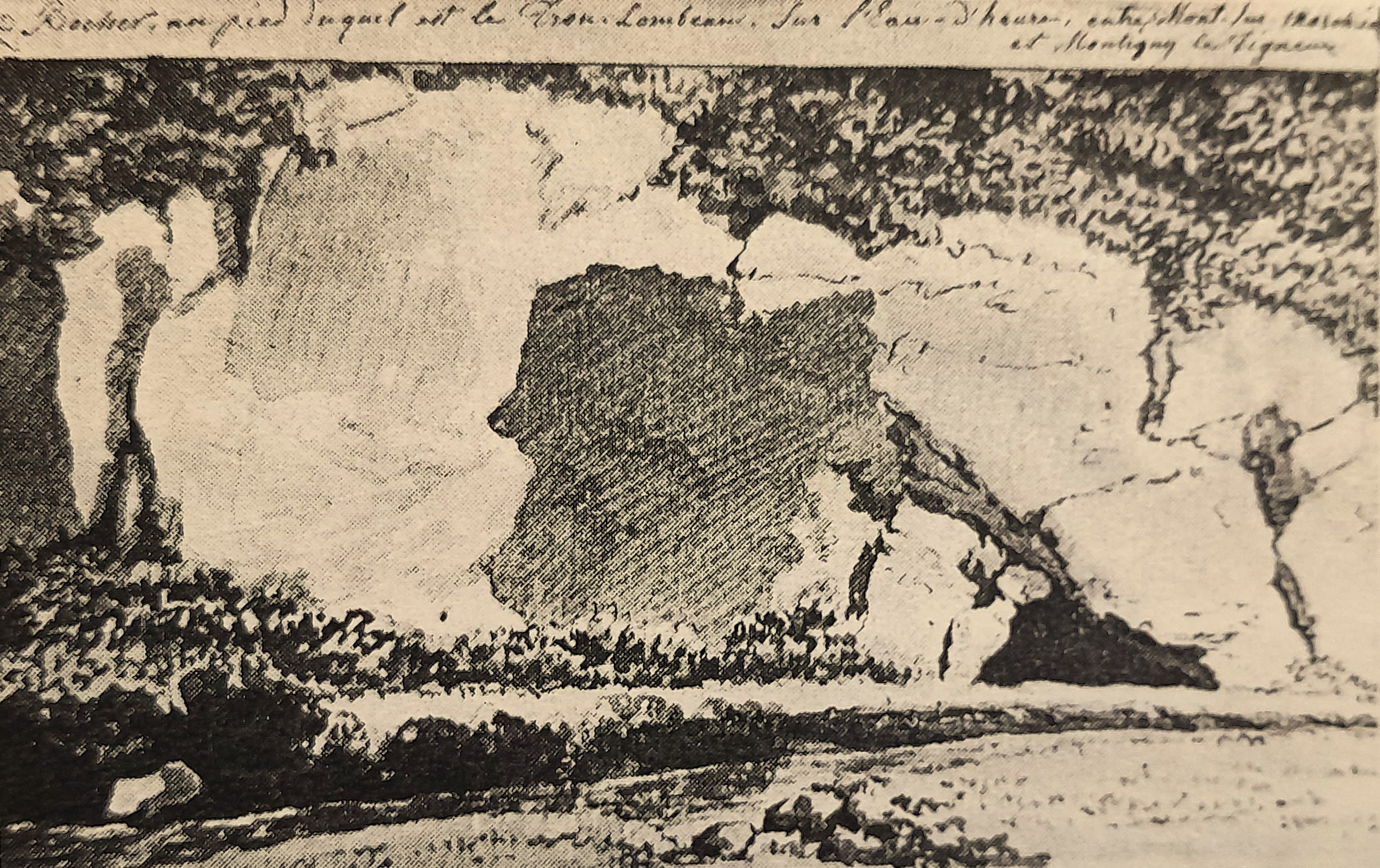
Trou Lombot (ou Lombeau) en 1822.

Des fouilles le long de l'Eau d'Heure, non loin du Trou Lombot (maintenant disparu), attestent de l'occupation humaine de Mont-sur-Marchienne depuis la Préhistoire. On y a retrouvé des grattoirs du mésolithique et une petite hache polie en grès du néolithique. Dans le Trou Lombot lui-même, on a découvert des ossements d'hyènes, de renards et de rennes y indiquant une présence humaine et/ou animale.
Dans l'Antiquité, les Romains établissent dans le quartier d'Airemont (le long de l'Eau d'Heure) un petit cimetière contenant 18 urnes funéraires. La rue de la Tombe, à cheval avec Marcinelle conduit quant à elle à un tumulus gallo-romain du IIe siècle apr. J.-C. Des fouilles ont révélé qu'il y avait une villa romaine à proximité du tumulus. On y a mis au jour des vases et des monnaies des Ier siècle et IIe siècle.
Le centre de l'emplacement de la localité actuelle a été défriché de longue date. Cet espace central constituait le mont proprement dit. Le sud était entièrement recouvert par les bois des Hayes que les documents des XVIIe et XVIIIe siècles nomment selon leurs situations : Bois de Fanuée (aujourd'hui Bois Madame), Bois de Magneroule, Bois Brûlée, Bois du Long Trieu, Bois del Goulette, Bois Boulogne ou Philippe, Bois Long-Haie, Bois de Seureu et Buisson al Cory.
Tout l'ouest était occupé par les Bois d'Airemont, des Marlières, des Falises et des Ruons. Au nord, au-dessus du chemin reliant la villa et la Tombe de Marcinelle à Marchienne-au-Pont via Zône, s'étendait le toponyme Forest et Berthobus, ce dernier confinant à Marcinelle.
On retrouve trace de Mont-sur-Marchienne dès le Moyen Âge où la paroisse était desservie par l'abbaye de Lobbes. Mont-sur-Marchienne passe sous le giron de la principauté de Liège en 889 même si les moines de l'abbaye de Lobbes y conservent des privilèges, tels que le paiement de la dîme.

Aux XVIe et XVIIe siècles, la seigneurie appartient aux Hamal, seigneurs de Monceau.

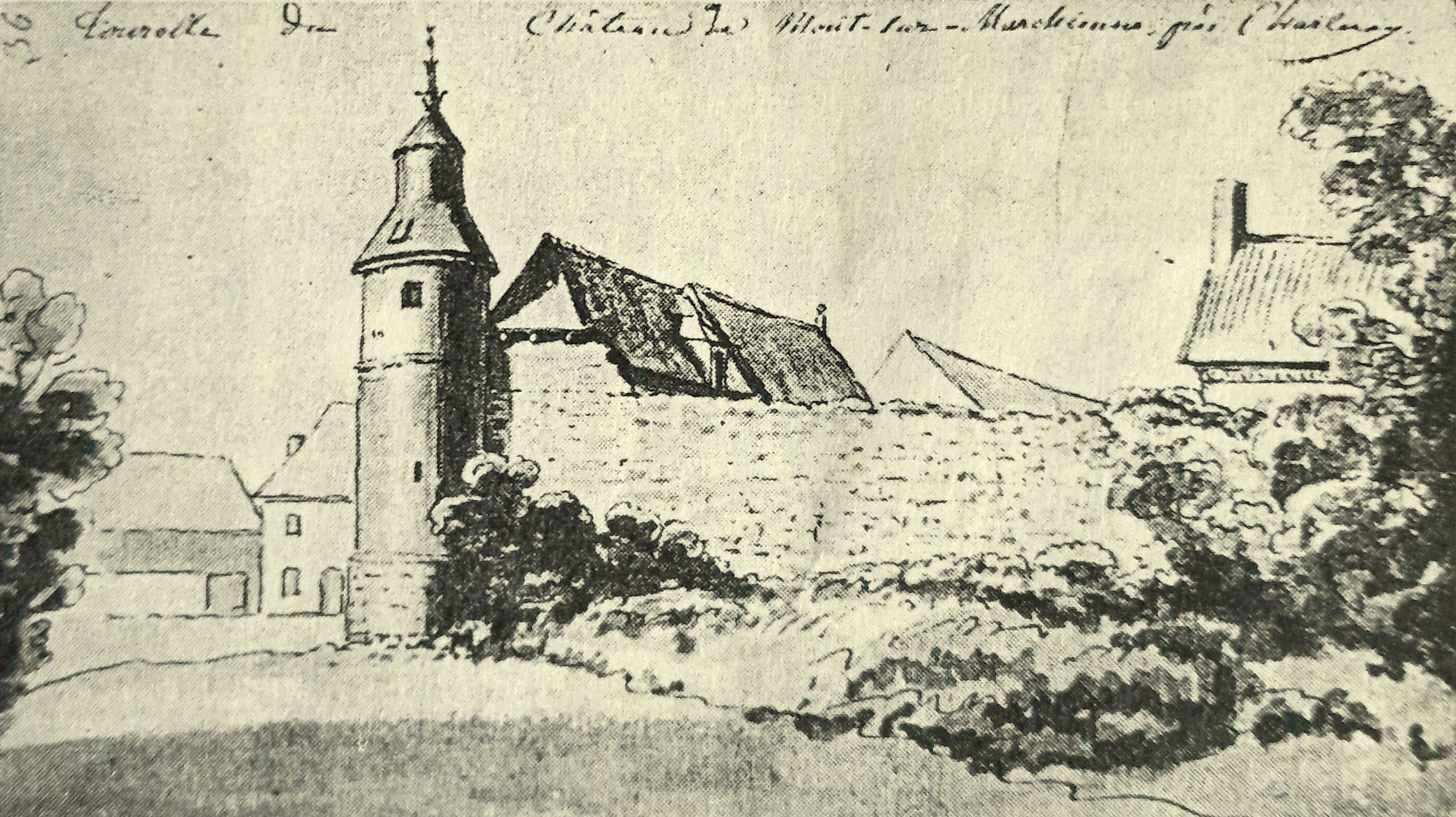
Château de la Torre en 1822.

Le château-ferme de la Torre, maintenant disparu, constituait le principal édifice de Mont-sur-Marchienne. La construction de ce château remonte à la seconde moitié du XVIe siècle comme l'attestent des pierres datées provenant du château. Il formait un quadrilatère fortifié entouré de quatre tours d'angle, d'un corps de logis, d'étables et des murs. Son premier châtelain s'appelait Jean Jacques, bailli de Marchienne-au-Pont. Il passe ensuite à diverses familles nobles dont celle de la Torre dont la dernière descendante vend le château en 1924. Le château est détruit dans les années 1940 pour laisser la place à la rue Cardinal Mercier et à ses maisons avoisinantes. Seules subsistent deux tours d'angle fortifiées,.

Dès la fin du XVIe siècle, la sidérurgie fait son apparition avec les usines de Zône qui ont été la propriété des familles Polchet et de Bilquin au XVIIe siècle. Le XIXe siècle voit le développement de l'industrie charbonnière. À l'époque, la sidérurgie prenait un nouveau départ. La Société des Forges et Laminoirs de l'Heure, constituée à Zône en 1842 a fermé ses portes en 1878 ; dix ans plus tard, elle avait été remplacée par la Clouterie du Globe qui est rachetée en 1909 par les Usines Allard, créées en 1905. Ces usines étaient gérées par Joseph Allard, bourgmestre de Mont-sur-Marchienne de 1927 à 1933 qui a dû faire face à une grève en 1925.

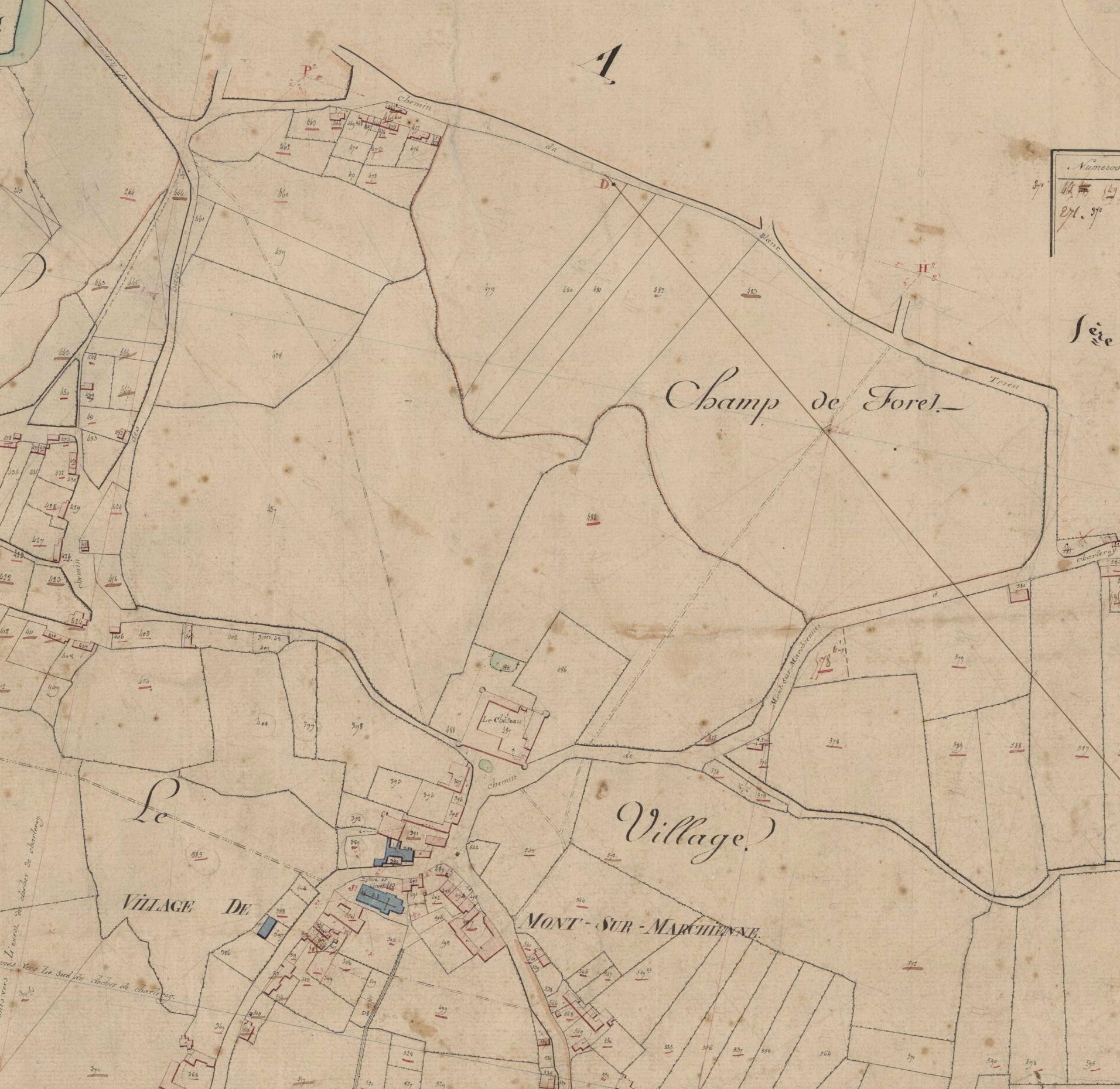
Plan cadastral primitif, Section A, Parcelle = 231 à 606, "Dite Du Village" extrait avec le village et le château et son domaine vers 1830.

En prélude à la bataille de Waterloo, a lieu le 15 juin 1815, un combat entre l'avant-garde française de l'armée de Napoléon constituée par le 4echasseurs à cheval et l'arrière-garde prussienne constituée de 200 à 300 fantassins. Ces combats ont lieu à la ferme de la tombe où les Prussiens se sont retranchés. Les cavaliers français ayant été repoussés, c'est le tir d'un obusier qui obligera les Prussiens à se rendre.
Le 22 août 1914, une escarmouche a lieu aux « Marlières » où l'infanterie française tente de freiner l'avance des troupes allemandes. Lors de ce combat, les français du 3e bataillon du 119e R.I. inférieurs en nombre et privés d'appui d'artillerie laissent une vingtaine de morts sur le terrain et comptent de nombreux blessés. Des soldats appartenant aux deux camps ont été soignés à la maison communale de Mont-sur-Marchienne transformée en « Lazaret ».
Pendant la Seconde Guerre Mondiale, Mont-sur-Marchienne est annexée au Grand Charleroi de 1942 à 1944.
En 1977, Mont-sur-Marchienne est fusionnée avec 15 autres communes pour former l'entité de Charleroi.
En 1987, le Musée de la photographie, Centre d’art contemporain de la Fédération Wallonie-Bruxelles, est inauguré dans l'ancien Carmel.

## Armoiries officieuses
|  | Blason de Mont-sur-Marchienne (?) Blasonnement : D'argent au lion de sable, armé et lampassé de gueules, tenant de la patte dextre une épée d'or, au chef d'azur chargé d'un château d'or crénelé, maçonné de sable. Source du blasonnement : Le dessin du blason est repris de la couverture de la plaquette André Sevrin, Mont-sur-Marchienne : Ses Bourgmestres, Charleroi, juillet 2004. |

## Liste des bourgmestres (avant la fusion des communes en 1977)[20]
- Charles François Thomas : maire (1800-1810) ;
- François Clément Jennar : maire/bourgmestre, agronome et administrateur-gérant de société (1810-1843) ;
- Désiré Joseph Nicaise : bourgmestre (1844-1847) ;
- Alexandre Piret : bourgmestre (1848-1856) et directeur du pensionnat de Mont-sur-Marchienne ;
- Adolphe Dulait (libéral) : bourgmestre (1856-1874), président de l'Association Charbonnière du bassin de Charleroi (1871-1874), directeur du Charbonnage de la Réunion et conseiller provincial ;
- Vincent Bruyr : bourgmestre (1874-1879 et 1885-1890) ;
- Henri Darras : bourgmestre (1879-1884) ;
- Sylvain Caisse (libéral) : bourgmestre (1891-1911) et docteur en médecine ;
- Jules Bufquin des Essarts (socialiste) : bourgmestre (1912-1914) et directeur du Journal de Charleroi ;
- Camille Desy (libéral) : bourgmestre faisant fonction (1914-1919) ;
- Napoléon Lejong (libéral) : bourgmestre faisant fonction (1919-1921) et président de la Société des maisons à bon marché ;
- Edmond Ramboux (socialiste) : bourgmestre (1921-1922) et chef-comptable ;
- Arthur Gailly (socialiste) : bourgmestre faisant fonction (1921), bourgmestre (1923-1926 et 1933-1934) et député de Charleroi ;
- Joseph Allard (catholique) : bourgmestre (1927-1933), ingénieur et administrateur-gérant des Usines et Aciéries Allard ;
- Émile Dutilleul (socialiste) : bourgmestre (1934-1973), directeur du service social de la Société générale coopérative et professeur à l'École ouvrière supérieure ;
- Jean-Pol Demacq (socialiste) : bourgmestre (1973-1977) et assistant social.

## Patrimoine et culture

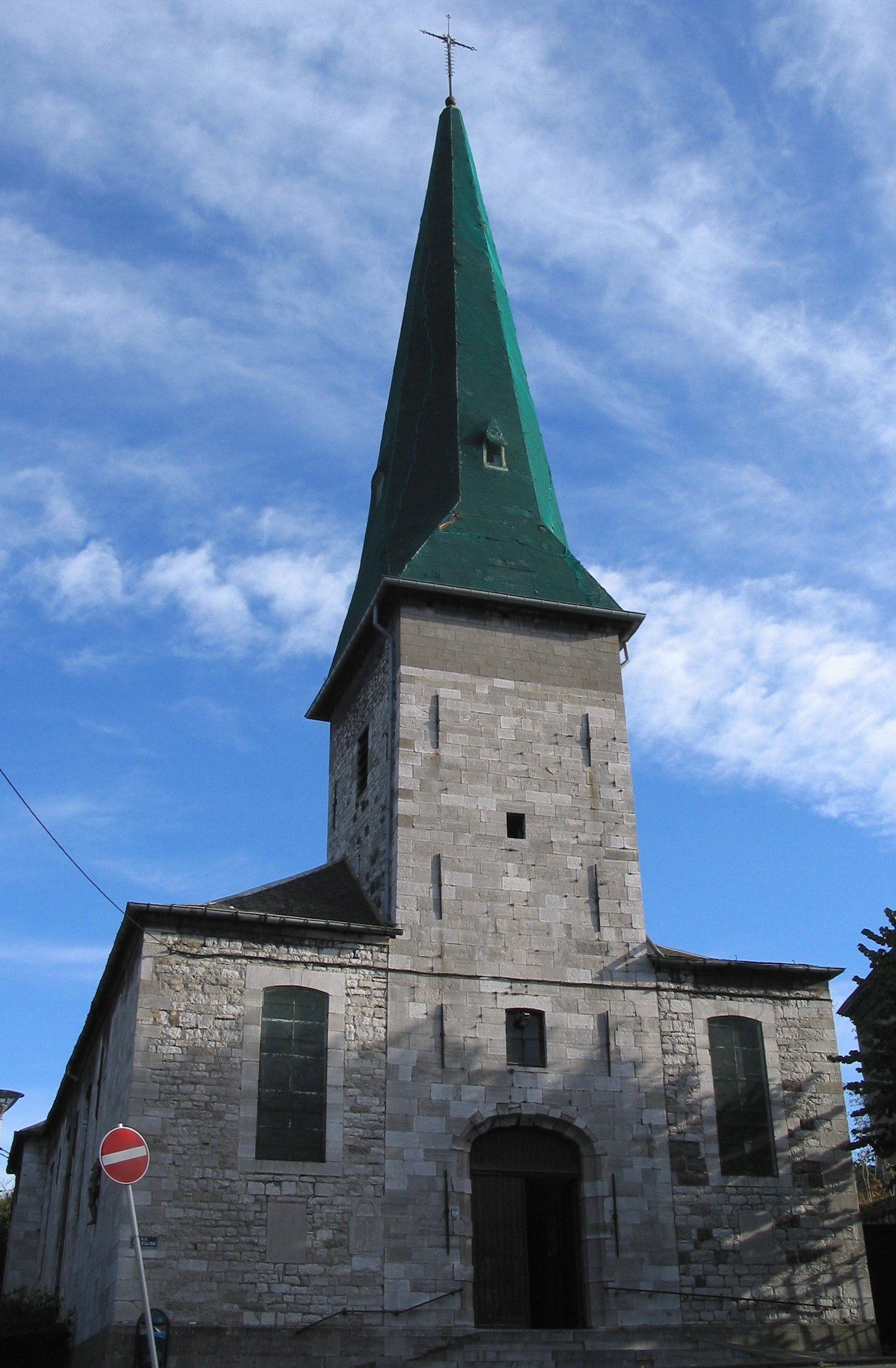
L'église de la Conversion de saint Paul.

### Patrimoine architectural et mémoriel

#### Architecture
- Église de la Conversion de Saint-Paul, construite au XVe siècle, transformée au XVIIIe siècle : construction de deux nefs latérales suivie en 1772 par le percement du portail de la tour et la construction du nouveau chœur. En 1897, la tour fut exhaussée[21].
- Église du Sacré-Cœur (Haies), édifice de style néo-roman construit par l'architecte Hosdain en 1939-1940[22],[23],[24]. La paroisse fut créée par arrêté royal le 2 septembre 1903[24].
- Château Halloint, avenue Paul Pastur, édifice en moellons portant une pierre millésimée de 1721[25].
- Maison blanche, à l'avenue Paul Pastur, construite en 1792 selon un cartouche de la façade triangulaire[22].
- Tours de l'ancien château de la Torre. Remontant au XVIe siècle et démoli en 1947[26].
- Ancien couvent du Carmel. En 1887, les religieuses du Carmel achetèrent une vaste propriété[27]. Le couvent est installé dans l'ancien château de Charles Nice, directeur des usines de Zône[19]. Les religieuses bâtirent une chapelle et modifièrent l'édifice à leur convenance[28] le bâtiment est de style néo-gothique[19]. Depuis 1987 l'ancien carmel est devenu le musée de la photographie[19]. En 2008 une nouvelle aile moderne est construite à côté de la chapelle[19].
- Maison communale, de style néo-flamand, construite par l'architecte François Houyoux[29],[30].
- Château du Croisé, avenue Paul Pastur n°121, vaste édifice construit en 1875 en style éclectique.
- Propriété Allard, avenue Paul Pastur, édifiée en 1883[25],[31] et aujourd'hui bibliothèque communale.
- Casino près des tours de l'ancien château construit par le bourgmestre Allard en 1924[32] qui héberge aujourd'hui le Centre culturel de Mont-sur-Marchienne[33].
- Villas et châteaux urbains sur l'avenue Paul Pastur.
- Villa Darville (quartier du Gadin, route de Bomerée) : exemple de l'architecture moderniste de Marcel Leborgne[34]. Construite en 1935[26].
- Château d'eau, vigie moderniste construite sur le point le plus élevé de la commune en 1973, visible à grande distance.
- Chapelle Saint-Antoine. Érigée sur un terrain acquis en 1890 par Camille Geur[35],[36].
- Chapelle Notre-Dame de la Délivrance. Érigée en 1886 par Louis Deulin comme le renseigne l'inscription sur la pierre de l'autel à l'intérieur[35],[37].

#### Monuments

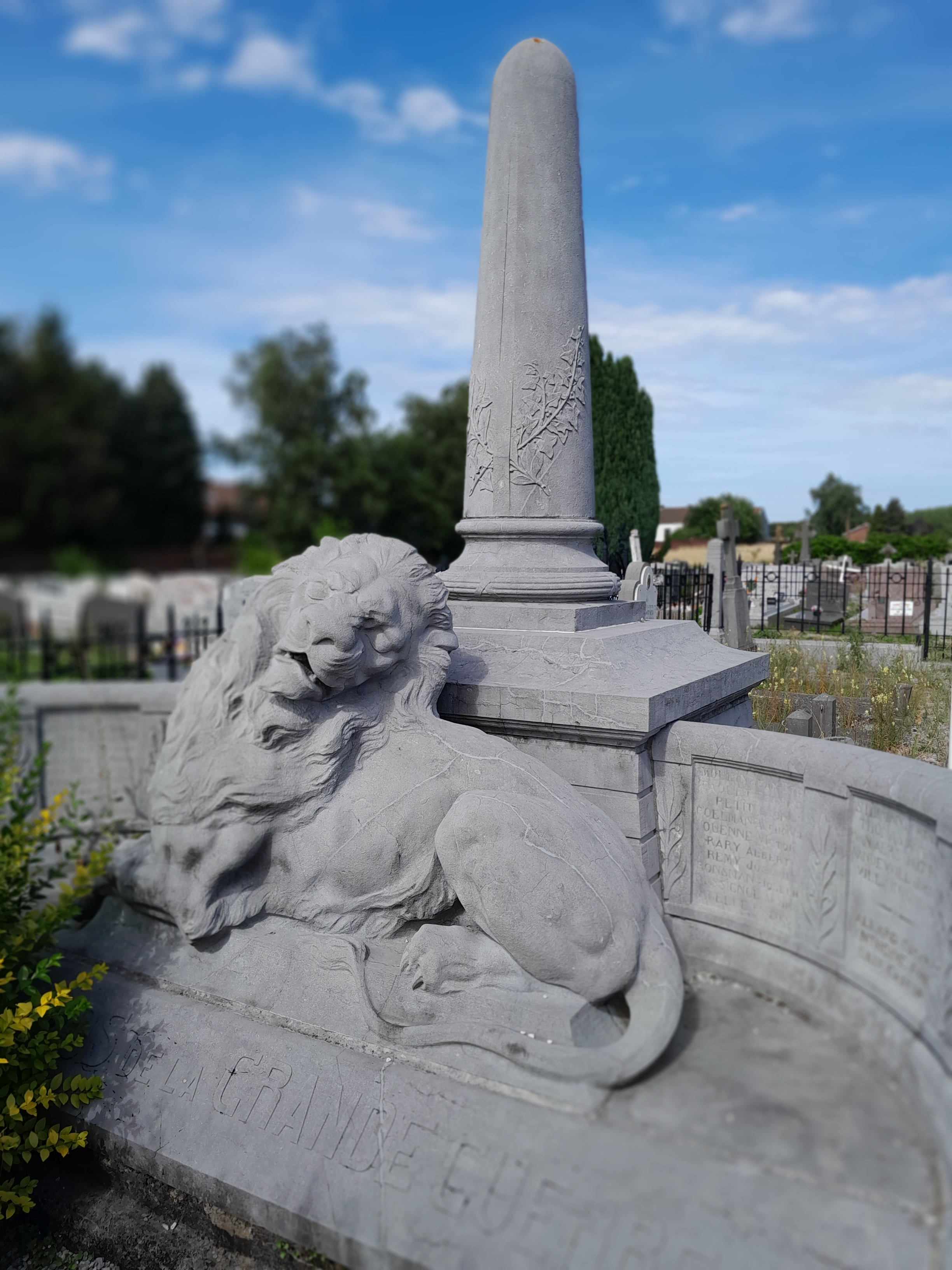
Monument aux héros de la Grande Guerre.

- Monument aux héros de la Grande Guerre.Monument franco-belge « À nos morts », œuvre d'Hector Brognon, inauguré en octobre 1929 sur le mur de la maison communale. Ce monument qui se trouvait dans le mur du château est une première fois transféré place des Essarts puis déplacé près de l'église Saint-Paul[38].
- Monument demi-cercle avec colonne et lion en pierre, œuvre de l'architecte J. Lejeune et du sculpteur J. Roger, « Aux héros de la Grande guerre », dans le cimetière communal.
- Colonne commémorative dans le parc du château Halloint, œuvre du sculpteur mont-sur-marchiennois Alphonse Darville : rend hommage aux Morts, Combattants, Résistants, Prisonniers de guerre, Prisonniers politiques, Travailleurs déportés et Victimes civiles tombés lors de la Seconde Guerre mondiale.
- Deux plaques commémoratives, œuvres d'Alphonse Darville, apposées sur la maison communale[39].

### Culture
Le Musée de la photographie, Centre d’art contemporain de la Fédération Wallonie-Bruxelles, est installé depuis 1987 au 11 de l'avenue Paul Pastur (place des Essarts) dans l'ancien carmel de Mont-sur-Marchienne. Il est le plus vaste et un des plus importants musées de la photographie en Europe, avec une collection de 100 000 photographies dont plus de 800 en exposition permanente.

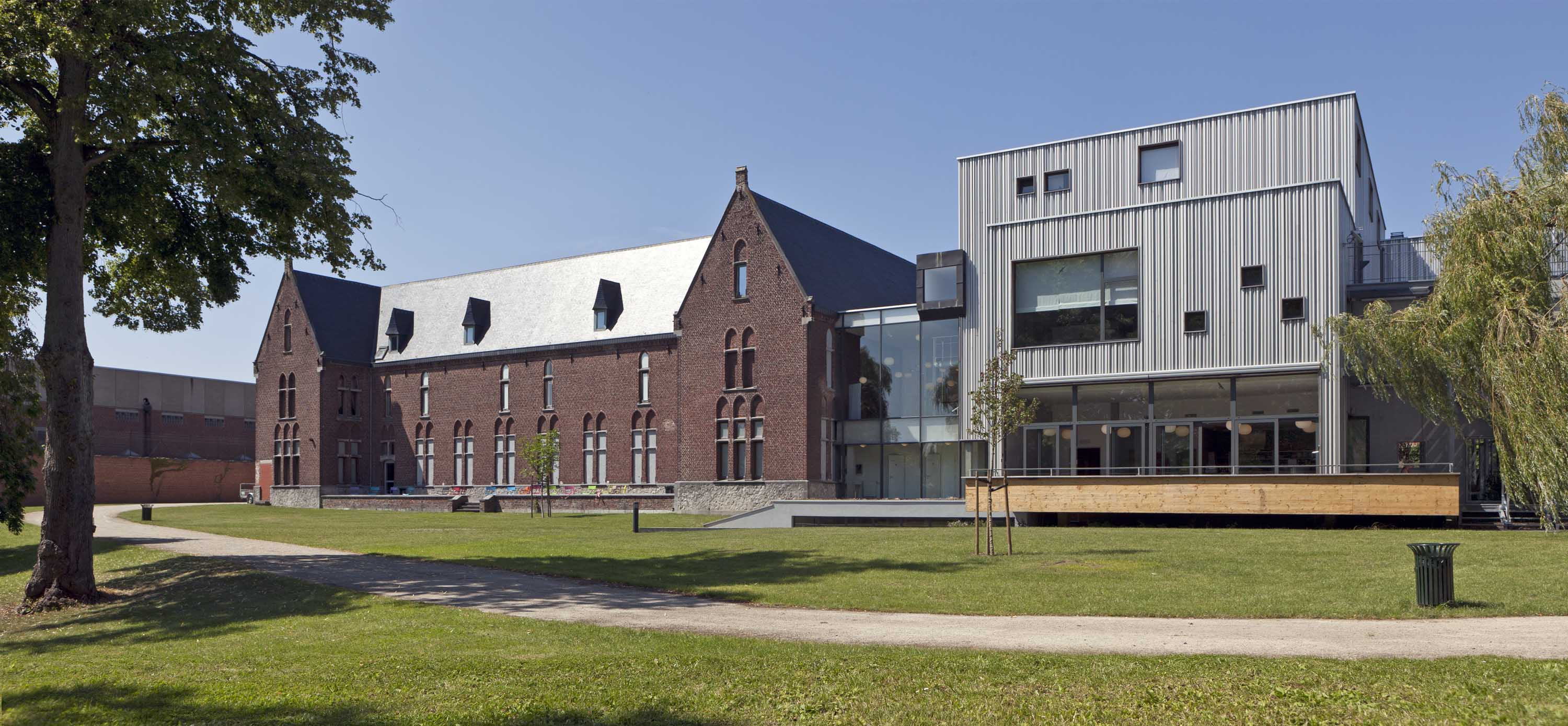
Musée de la photographie de Mont-sur-Marchienne.

Le Centre Culturel de Mont-sur-Marchienne, à la rue du Château, organise des concerts, spectacles, pièces de théâtre et accueille le Cercle de théâtre wallon de Mont-sur-Marchienne. Le bâtiment qui héberge ce centre culturel est actuellement en rénovation.
L'Académie de Mont-sur-Marchienne, à la rue Adolphe Max, est un établissement d’enseignement secondaire artistique à horaire réduit, subventionné par la Fédération Wallonie-Bruxelles. Les deux domaines d'enseignement sont la musique (piano, chant, clarinette, guitare…) et les arts de la parole (théâtre, déclamation, éloquence…). L'ASBL Les Amis de l'Académie de Mont-sur-Marchienne organise les Soirées musicales de Mont-sur-Marchienne consacrées à la musique classique avec des artistes de niveau international. Sylvia Huang, lauréate du Concours musical international Reine Élisabeth de Belgique 2019 et prix du public, a appris le solfège à l’Académie de Mont-sur-Marchienne.
La bibliothèque du Château - Mont-sur-Marchienne est située à côté du Centre Culturel de Mont-sur-Marchienne. Elle possède une réserve de livres à caractère général avec une priorité pour les tout-petits qui sont accueillis au sein d’un espace qui leur est réservé. Dans le cadre de ses missions culturelles, elle organise une fois par mois un atelier musical pour les 5 à 8 ans et consacre l’été aux animations jeux de société pour les petits de 3 à 6 ans.
Le Centre de l'histoire de la famille FamilySearch de Charleroi est situé rue de la Tombe. Il dessert la province de Hainaut et permet la recherche gratuite d'information en matière de généalogie familiale.

## Enseignement
- École communale des Haies (enseignement maternel et primaire)[41] ;
- École fondamentale libre des Sœurs de la Providence (enseignement maternel et primaire)[42] ;
- École fondamentale libre Saint-Paul (enseignement maternel et primaire)[43] ;
- École fondamentale Roger Desaise Gonceries (enseignement maternel et primaire)[44] ;
- ECEPS de Mont-sur-Marchienne (Établissement Communal d'Enseignement de Promotion sociale)[45].
- Académie de Mont-sur-Marchienne[46].

## Images

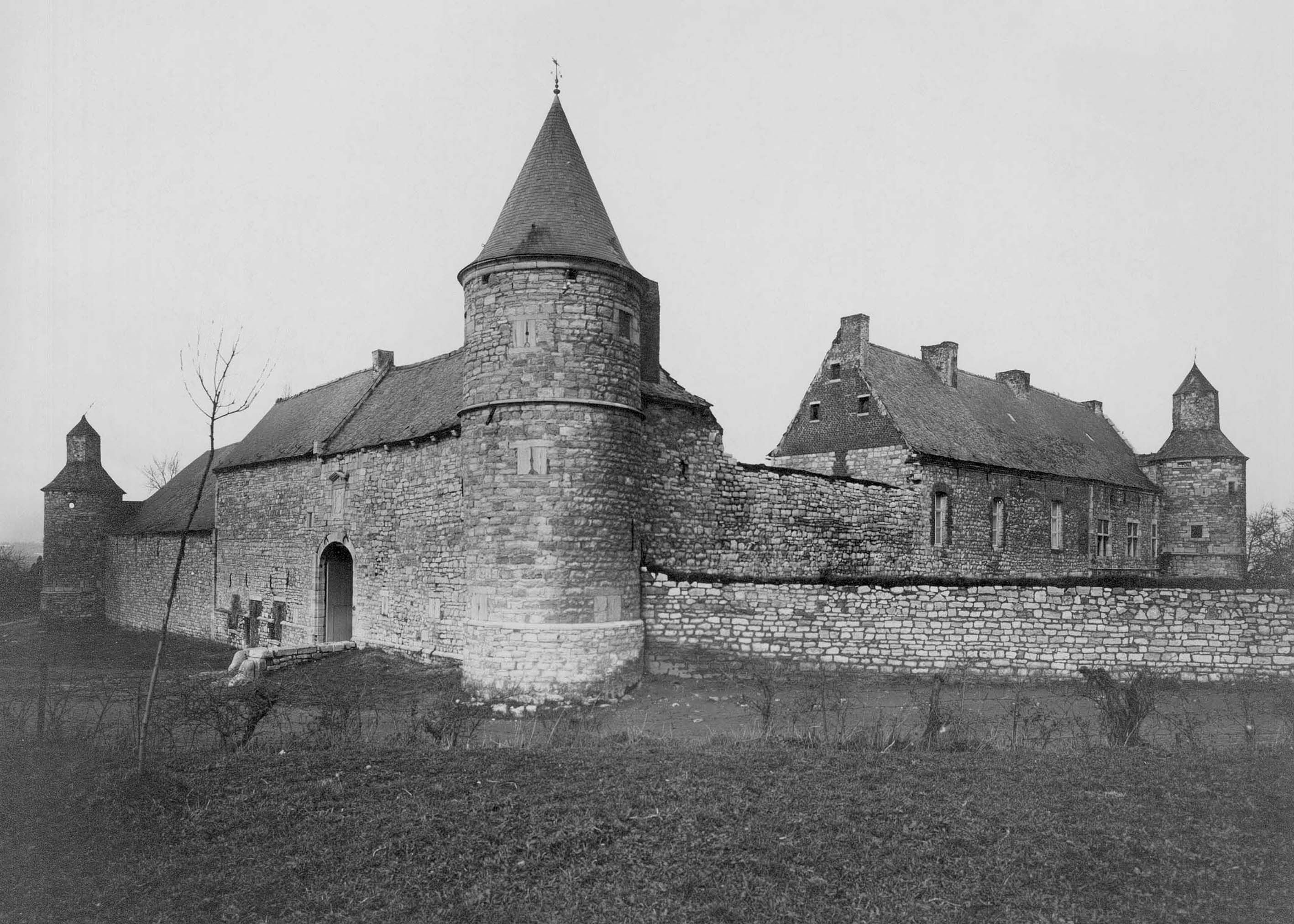
Ancien château de la Torre dont deux tours sont les vestiges.
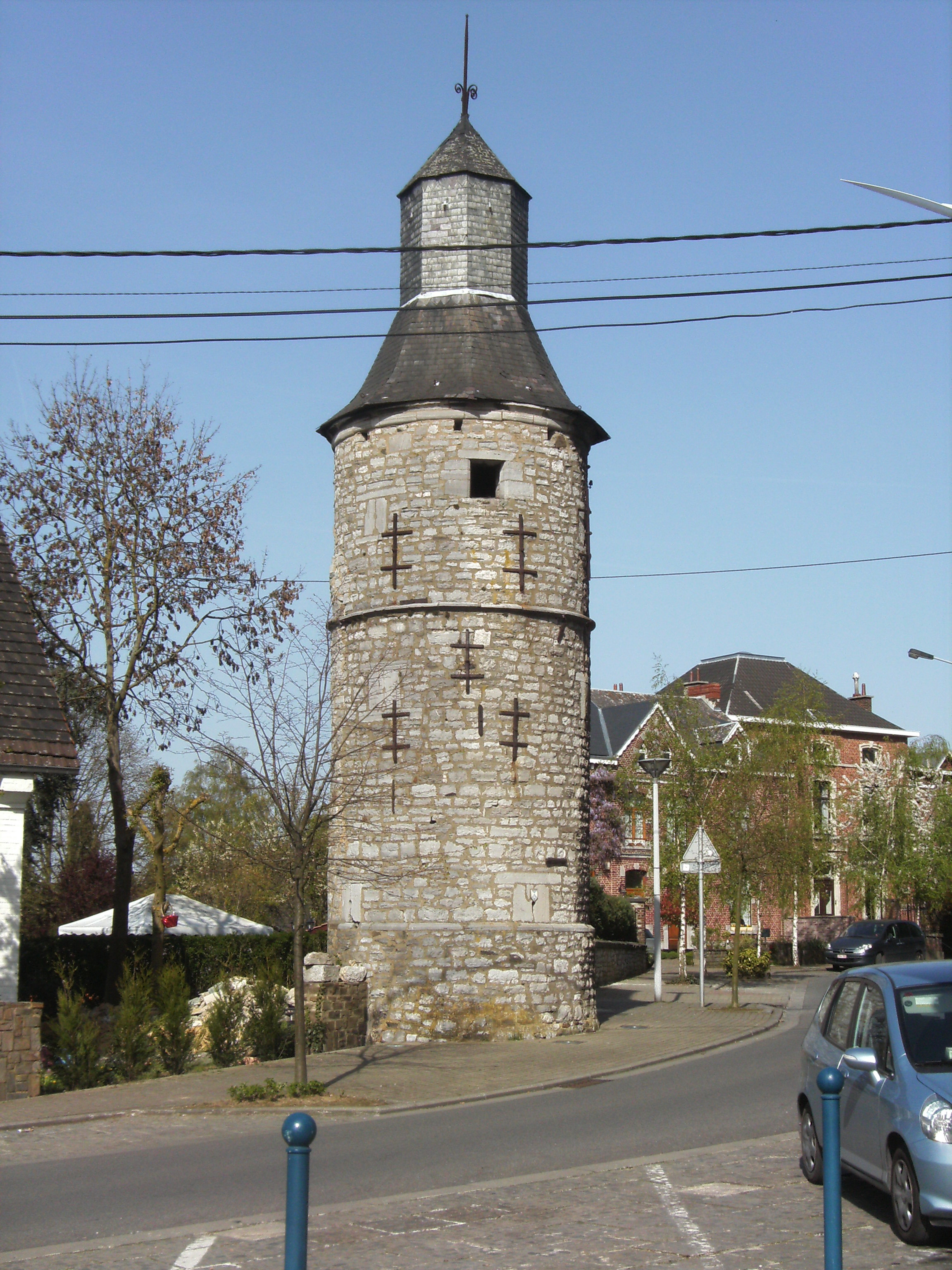
Tour est de l'ancien château-ferme de la Torre (XVIe siècle)[47].
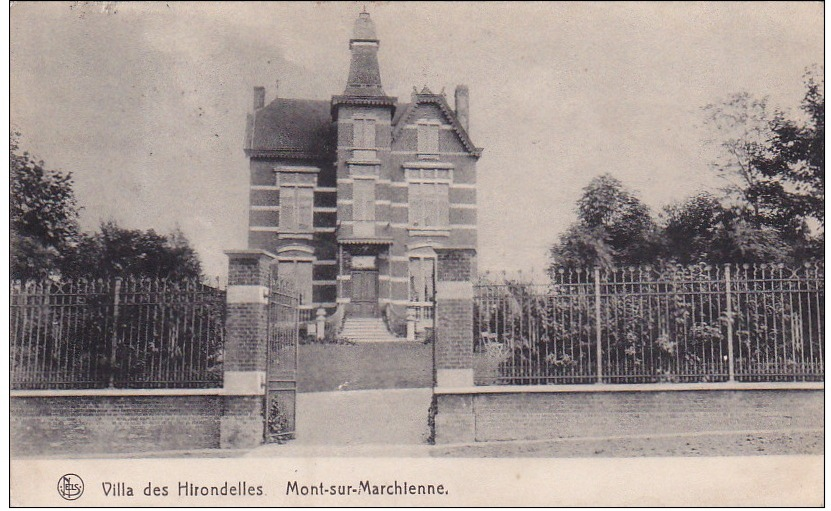
Villa des Hirondelles (1903)[48], illustrative du quartier des villas. Chaussée de Charleroi (désormais Avenue Paul Pastur). Photographiée en 1913.
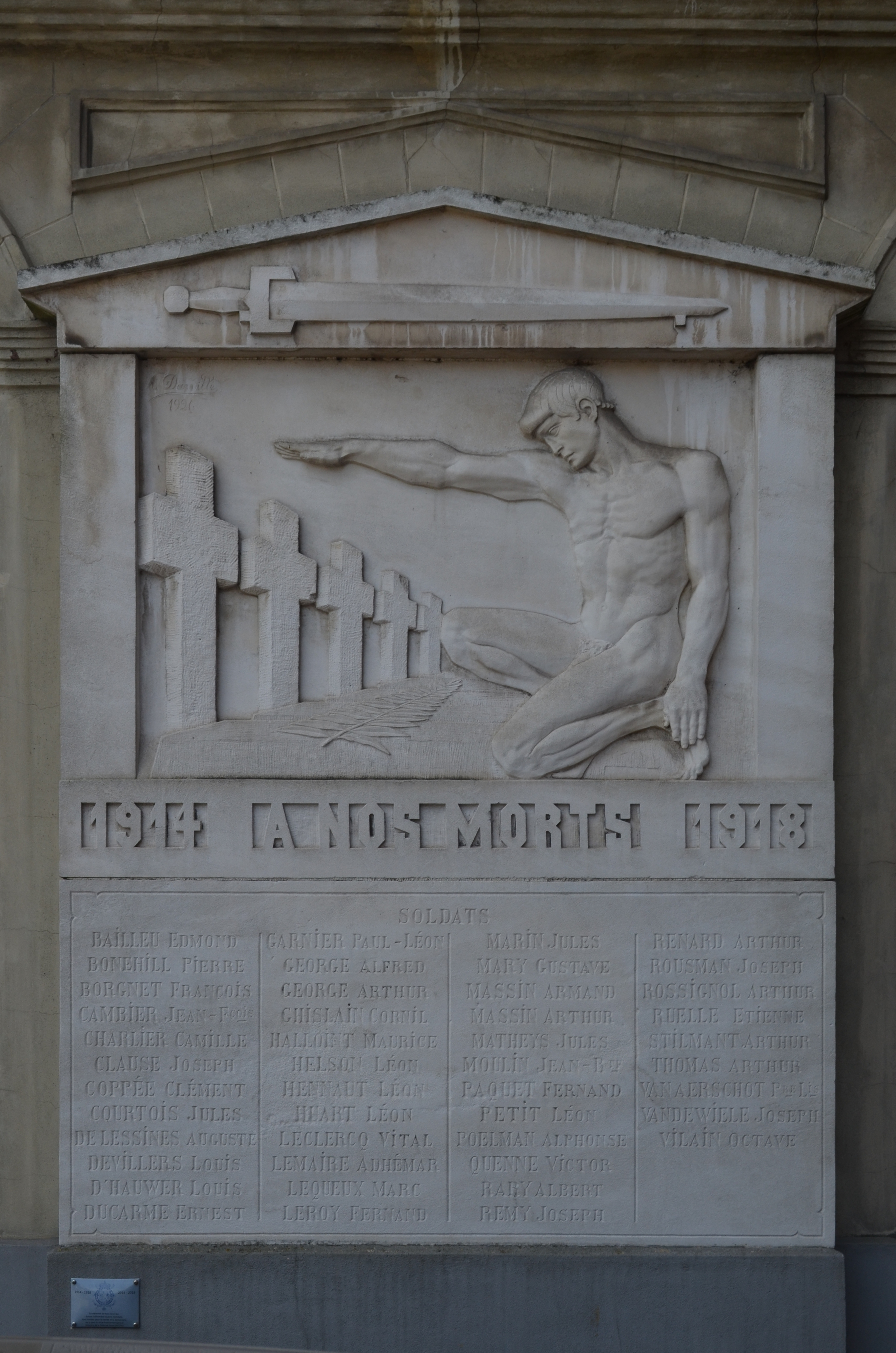
Monument aux morts sur le mur de l'hôtel communal par Alphonse Darville en 1926.
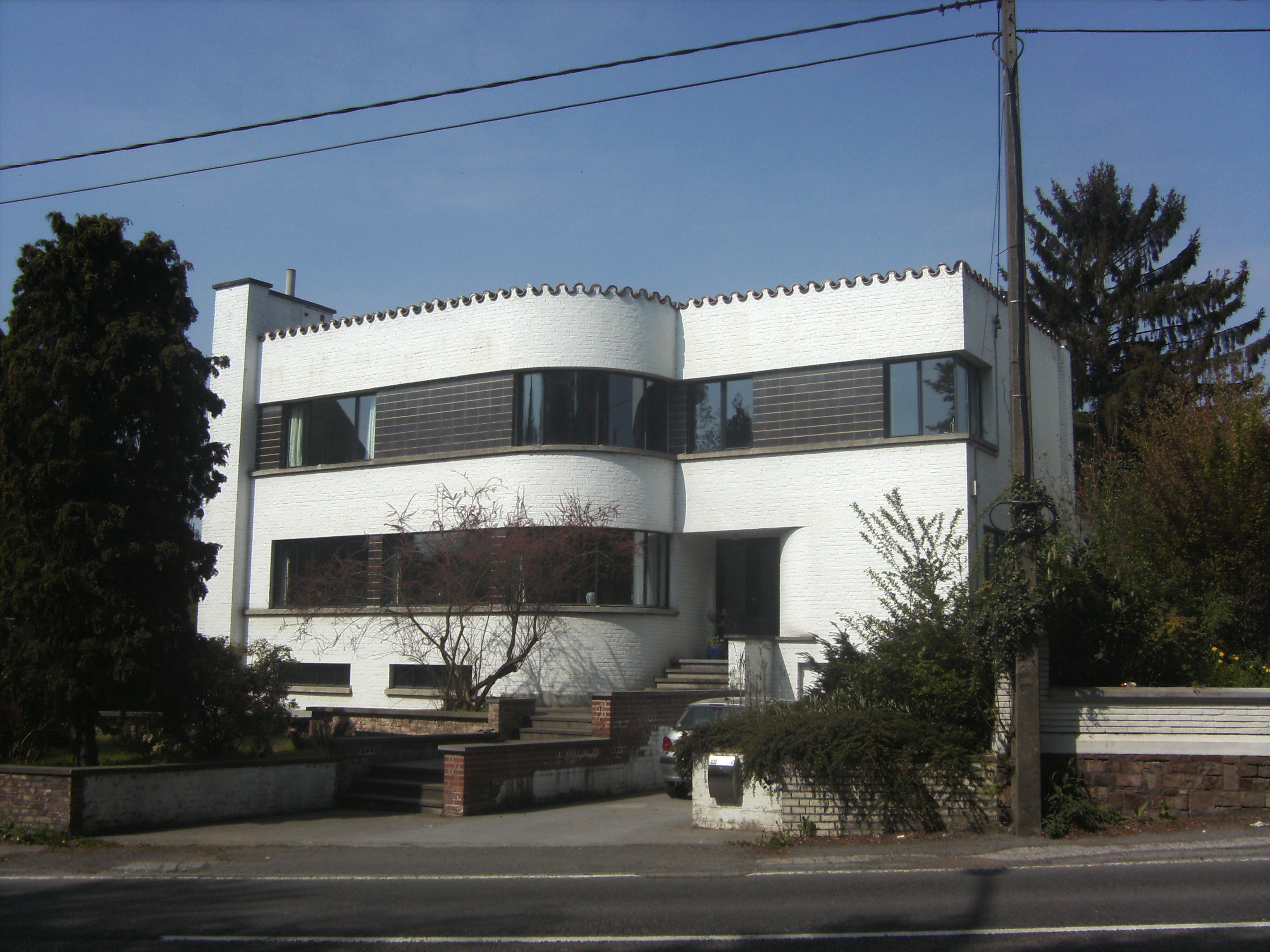
Villa Darville, située Route de Bomerée[49].
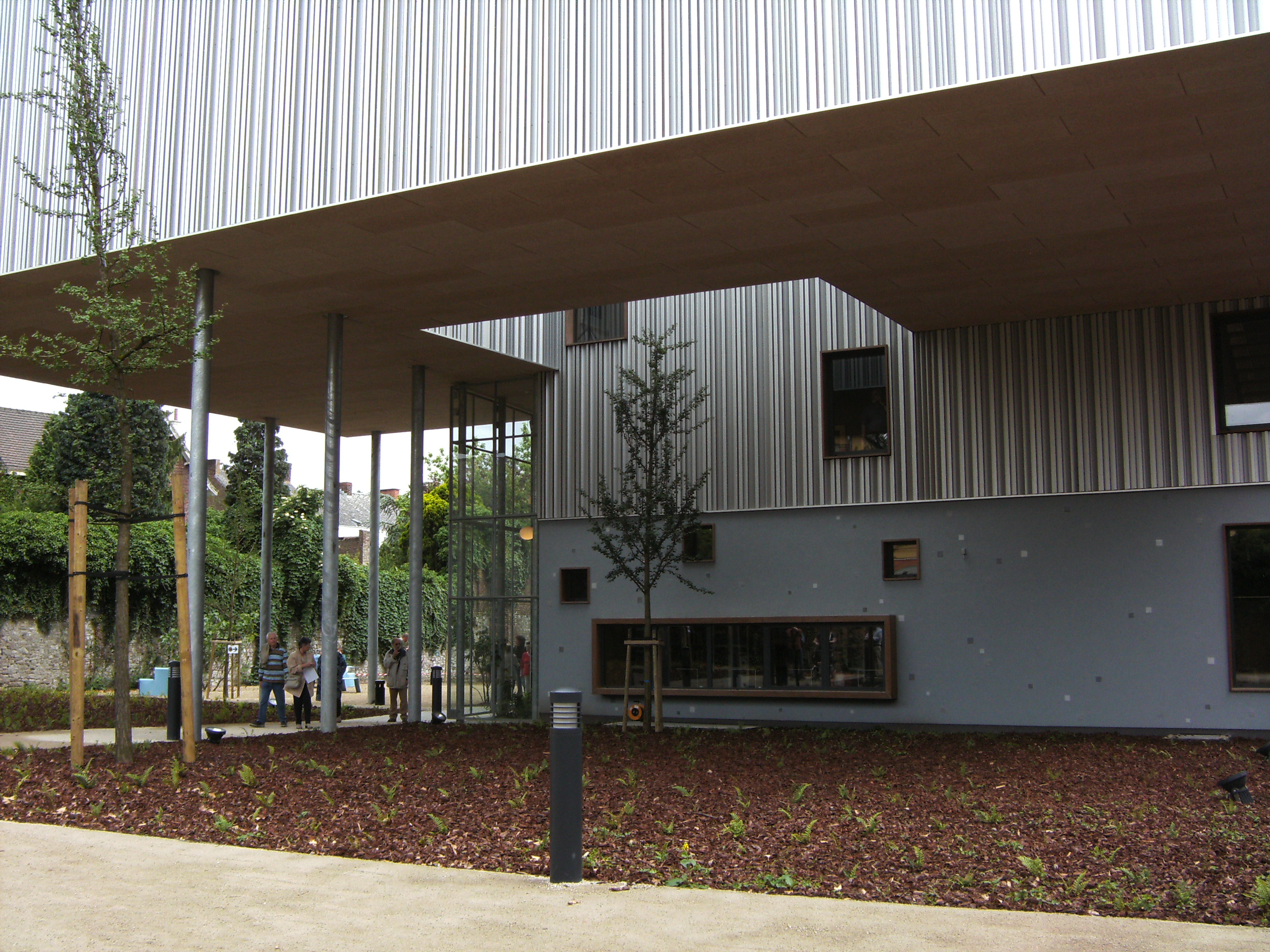
Musée de la photographie à Charleroi.
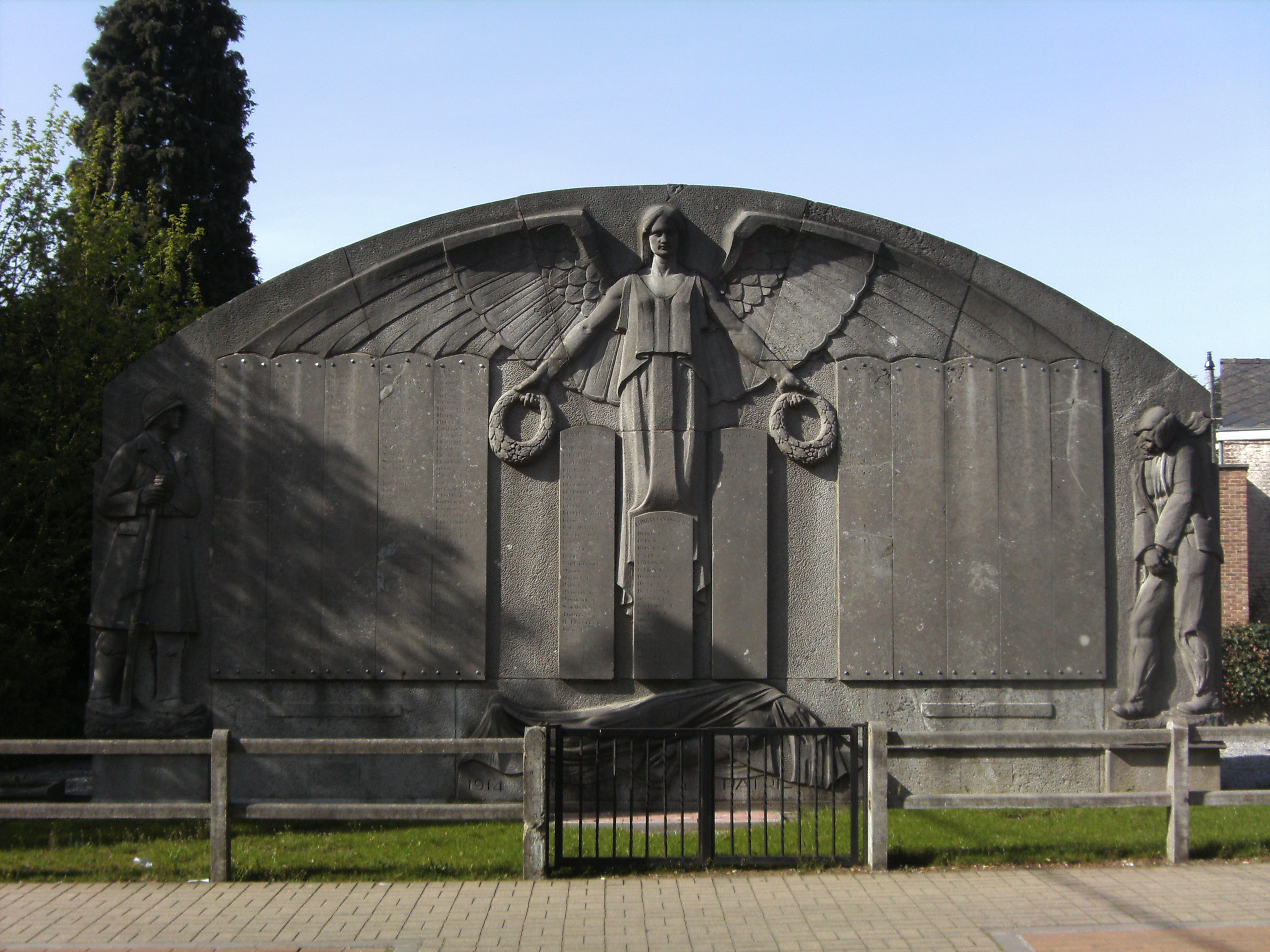
Le monument aux morts.
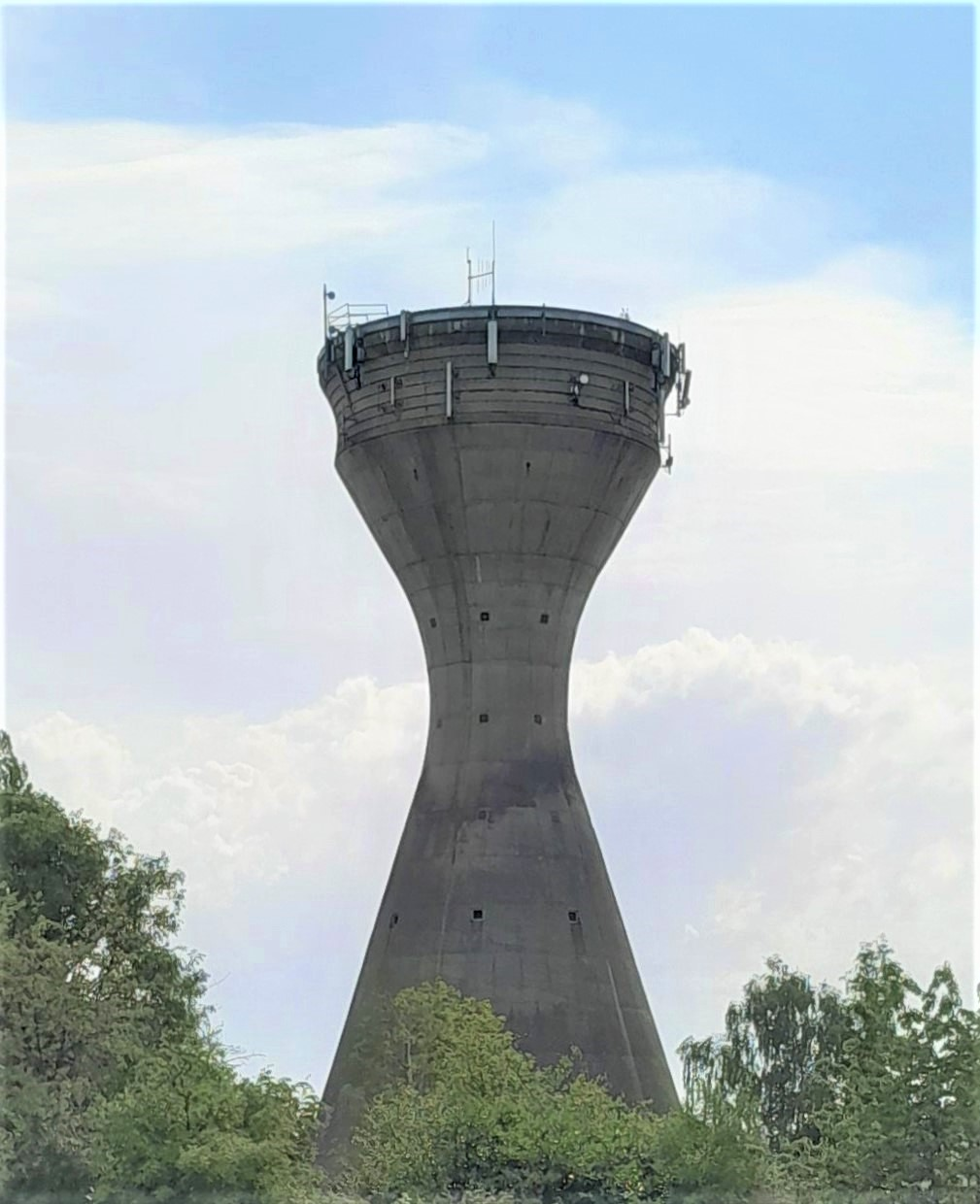
Le château d'eau (1973).

## Économie
Au nord de Mont-sur-Marchienne, des ateliers métallurgiques se sont installés dès la fin du XVIe siècle dans le quartier Zône au bord de l'Eau d'Heure à la limite de Marchienne-au-Pont. Ils utilisaient l'énergie hydraulique de cette rivière et étaient la propriété des Polchet et des Bilquin, maîtres de forges et seigneurs engagés de Mont-sur-Marchienne. En 1826, ils sont transformés en une installation plus moderne par Charles de Cartier. En 1842, ils sont constitués en Société des Forges et Laminoirs de l'Eau d'Heure qui disparaît en 1878 étant remplacée par une clouterie. Dans ce même quartier est à présent implantée l'entreprise Thales Alenia Space. Il s’agit d’un fabricant de satellites, implanté dans dix pays, principalement en Europe, fournissant des solutions spatiales destinées aux domaines des télécommunications, de la navigation par satellite, de l’observation de la Terre, de l’exploration spatiale, de la science ainsi que des infrastructures orbitales.
Au XXe siècle, malgré la transformation progressive de Mont-sur-Marchienne en zone d'habitat, il existe encore quelques exploitations agricoles et quelques jardins partagés en particulier dans le quartier des Haies.
L’ASBL « Pôle Pastur » : association qui regroupe neuf commerçants de Mont-sur-Marchienne, ainsi que le musée de la photographie de Charleroi et organise des événements dans le centre de Mont-sur-Marchienne.

### Promenades et tourisme vert

#### Le parc du Château Soupart
Le château Soupart, maintenant disparu, ainsi que d'anciens terrils s'élevaient dans cette zone verte au nord de Mont-sur-Marchienne dominant la vallée de la Sambre et les industries de Marchienne-au-pont.
Le parc est constitué d'un petit bois, de prairies et de sentiers où l'on peut encore voir une grande haie de charmes centenaires et l'ancienne entrée carrossable du château qui mène à la rue du Mayeur.
L'on note parmi les arbres remarquables un marronnier d’Inde. La faune et la flore y sont riches. Le contraste est, en particulier, frappant entre cette zone verte à proximité immédiate de la zone industrielle installée à ses pieds et du centre ville de Charleroi.

#### Les carrières

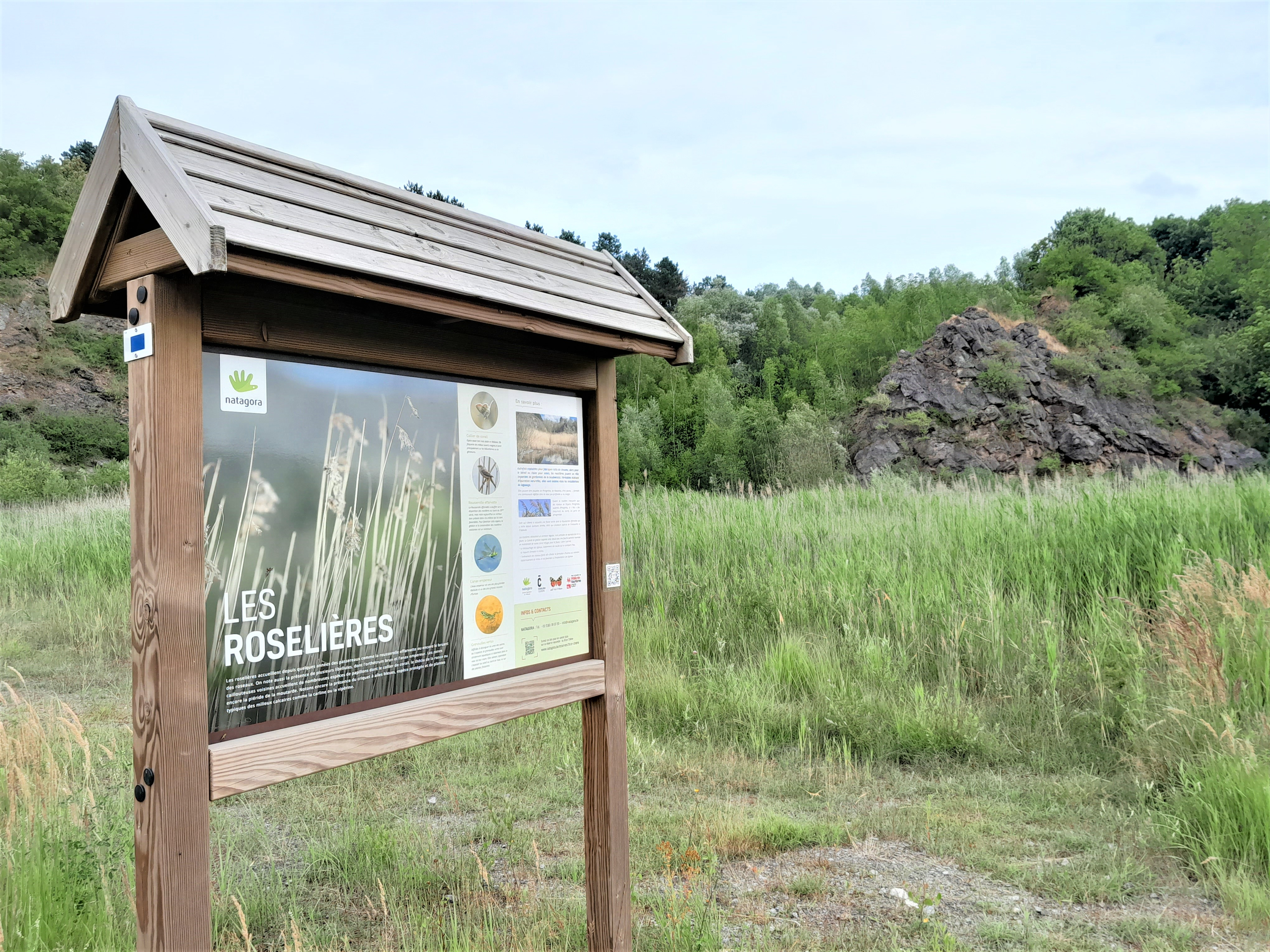
La carrière du Brun-Chêne.

Trois anciennes carrières se situent le long de l'Eau d'Heure à l'ouest de l'entité de Mont-sur-Marchienne dont une dotée d'un grand lac à proximité du pont du viaduc de Montigny-le-Tilleul sur le Ring R3. Des itinéraires de promenade longent les carrières et le bord de l'Eau d'Heure.
L'ancienne carrière du Brun-Chêne, seule carrière dont l'accès est autorisé, abrite une réserve naturelle de 16 hectares. Elle a été créée en 2014 à l'initiative de l'ASBL Val d'Heure et cataloguée « Site de Grand Intérêt Biologique » par la Région Wallonne. La réserve est gérée par Natagora avec la contribution de Sagrex et le partenariat de la Ville de Charleroi. Les parois rocheuses et la roselière abritent des oiseaux remarquables et des espèces de batraciens menacées et d'anciens fours à chaux hébergent des rapaces,.

### Transports

#### Bus
Mont-sur-Marchienne est traversée par les lignes de TEC : 70, 71, 170 et 173.

## Sports et vie associative

### Sports

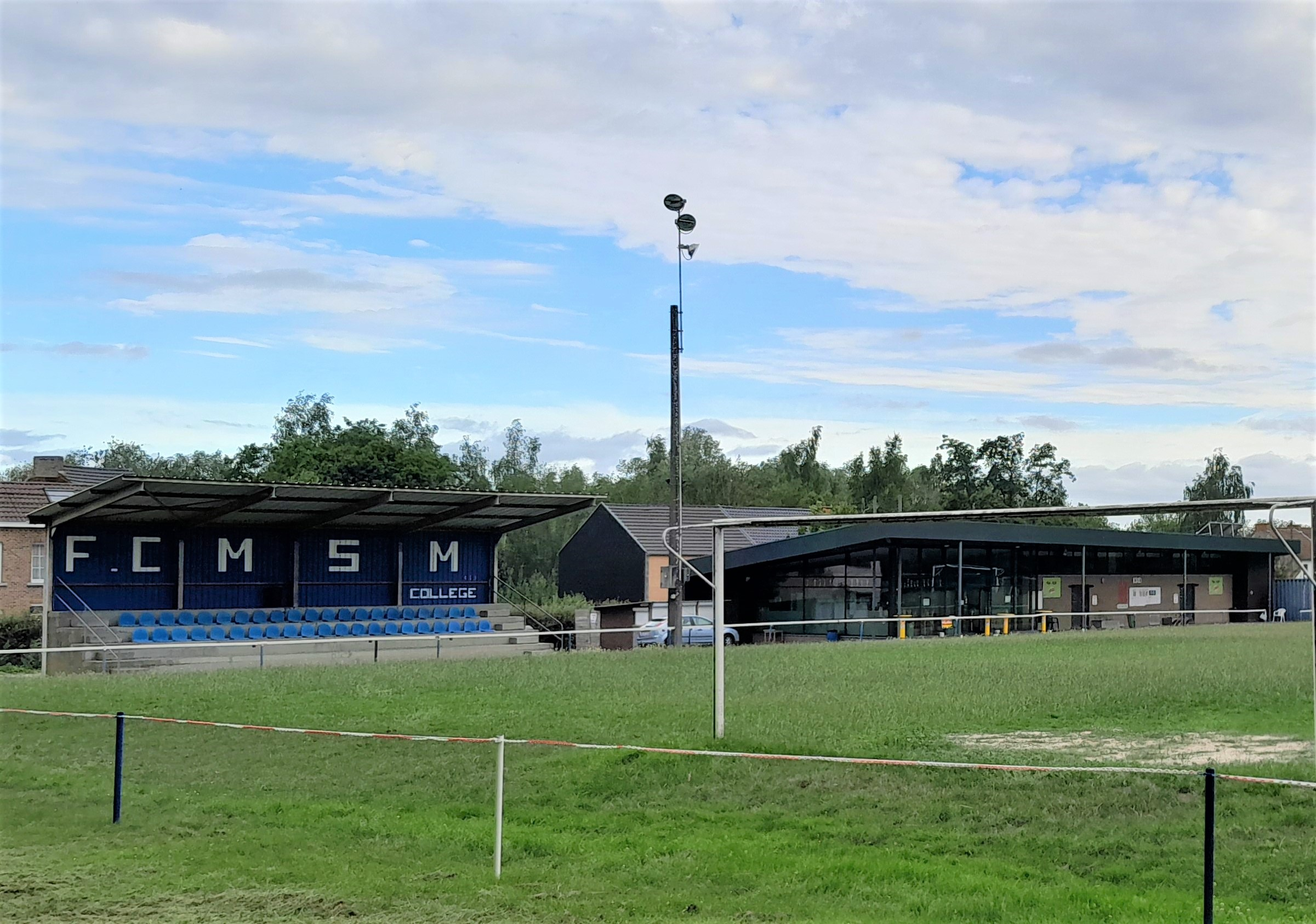
Terrain du FC Mont-sur-Marchienne-Collège.

Mont-sur-Marchienne dispose d'un centre sportif (avenue Paul Pastur) et d'un hall polyvalent (rue Napoléon Lejong) qui proposent différents sports et disciplines en indoor.
Il existe un certain nombre de clubs sportifs à Mont-sur-Marchienne actifs dans différents championnats :
- football : FC Mont-sur-Marchienne-Collège[57] ;

- basket : Olympic Mont-sur-Marchienne[58] ;
- handball: Sporting Handball Club Mont-sur-Marchienne[59] ;
- tennis : Tennis Club de Mont-sur-Marchienne[60] ;
- tennis de table : Bosquet CTT NC[61], TC Mont-sur-Marchienne et La Docherie PPC ;
- judo : Royal J.C. Mont-sur-Marchienne ;
- équitation : Écurie Bois Planté ;
- plongée : Nausicaa ;
- escrime : Escrime Charleroi[62].

### Vie associative

#### Mouvements de jeunesse
- 16e Unité Terrils-Ouest Mont-sur-Marchienne (Scouts et Guides de Mont-sur-Marchienne centre) ;
- Patro Sacré-Cœur des Haies de Mont-sur-Marchienne.

## Liste de personnalités
- Roger Desaise, poète, est né à Mont-sur-Marchienne en 1895. Il fut l'instituteur d'Alphonse Darville, sculpteur.
- Alphonse Darville, sculpteur, est né le 14 janvier 1910 à Mont-sur-Marchienne et y a travaillé en son atelier de la rue des Gonceries jusqu'en 1990.
- Paul Melchior, professeur, y est né le 30 septembre 1925.
- Jacky Brichant, tennisman belge, y est né le 28 mars 1930.
- Jean Delire, cinéaste, y a longtemps vécu[63].
- S.G. Sender, pâtissier belge, y est né le 12 décembre 1930[64].
- Yves Bossut, peintre surréaliste, y est né en 1941.
- Xavier Hanotte, écrivain, y est né le 31 octobre 1960.
- Jules Bufquin des Essarts, directeur du Journal de Charleroi et bourgmestre de Mont-sur-Marchienne.
- Arthur Gailly, bourgmestre de Mont-sur-Marchienne, député de Charleroi, syndicaliste et militant wallon.
- Jules Hiernaux, pédagogue, militant wallon et franc-maçon Libéral, assassiné par les Rexistes en 1944.
- Olivier Chastel, ancien président du Mouvement réformateur et ancien ministre fédéral belge, Paul Magnette, président du Parti Socialiste et Thomas Dermine, bourgmestre de Charleroi, secrétaire d'État pour la Relance et les Investissements stratégiques, chargé de la Politique scientifique, adjoint au ministre de l’Économie et du Travail y résident.